# Peribolaster macleani
Peribolaster macleani is een zeester uit de familie Korethrasteridae.
De wetenschappelijke naam van de soort werd in 1920 gepubliceerd door René Koehler.